# Энмытагын
Энмытагын — мыс на северном побережье Чукотки. Омывается Восточно-Сибирским морем.
Относится к территории Иультинского района Чукотского автономного округа.
Название в переводе с чук. Энмытагэн — «конец скал».
Впервые нанесён на европейскую карту Ф. П. Врангелем в 1824 году, при этом был ошибочно принят за мыс Якан, который расположен значительно юго-восточнее.